# Solignac-sous-Roche
Solignac-sous-Roche è un comune francese di 225 abitanti situato nel dipartimento dell'Alta Loira della regione dell'Alvernia-Rodano-Alpi.

## Società

### Evoluzione demografica
Abitanti censiti